# Parafilm

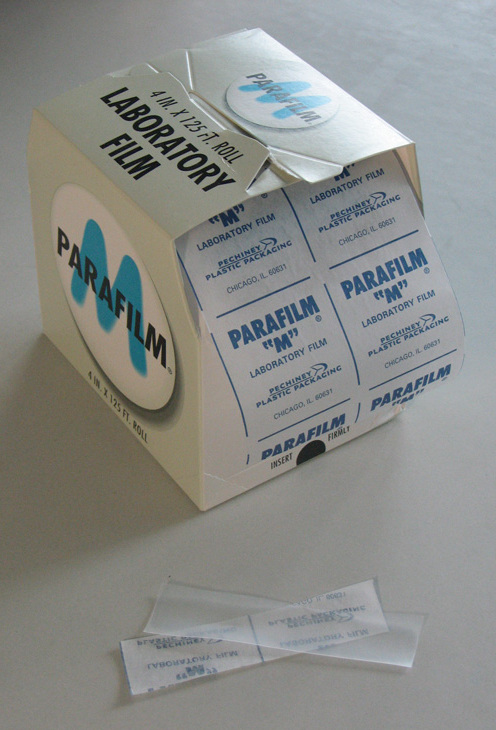
Pudełko z rolką parafilmu (przed nim odcięty pasek parafiny, zdjęty z papierowej przekładki)

Parafilm – cienka folia ze specjalnie preparowanej, bardzo czystej parafiny umieszczonej na rolce cienkiej bibuły woskowanej. Opatentowany został przez amerykańską firmę American National Can Company, zaś nazwa Parafilm jest zarejestrowanym znakiem towarowym.
Parafilm jest bezbarwny, bezwonny i termoplastyczny, przy czym jego temperatura mięknienia jest zbliżona do temperatury ciała człowieka (podobnie jak w przypadku plasteliny). Po zmięknięciu można go łatwo rozciągać, tworząc nieprzepuszczalne dla gazów i cieczy błony. Po ochłodzeniu do temperatury pokojowej twardnieje on z powrotem i kurczy się nieznacznie, dzięki czemu tworzy szczelne połączenia z aparaturą. Jest nierozpuszczalny w wodzie i odporny na działanie większości kwasów i zasad, ale łatwo rozpuszcza się w większości rozpuszczalników organicznych.
Parafilm służy do:
- szybkiego uszczelniania połączeń szlifowych
- uszczelniania korków lub ich tymczasowego zastępowania
- uszczelniania zamknięć butelek ze żrącymi lub śmierdzącymi chemikaliami
- szczelnego owijania szalek Petriego z wysianymi hodowlami mikrobiologicznymi, w celu odizolowania ich od otoczenia.

Parafilm używane jest także przez modelarzy i majsterkowiczów jako materiał do maskowania podczas malowania różnych elementów. Ponieważ przywiera do powierzchni, ale się do niej nie lepi, jest łatwy do usunięcia po malowaniu.
Parafilm jest sprzedawany w rolkach pakowanych do tekturowych pudełek ze szczeliną, ułatwiającą jego porcjowanie.